# Kossèye (Niamey I)
Kossèye (auch: Kossey) ist ein Dorf im Arrondissement Niamey I der Stadt Niamey in Niger.

## Geographie

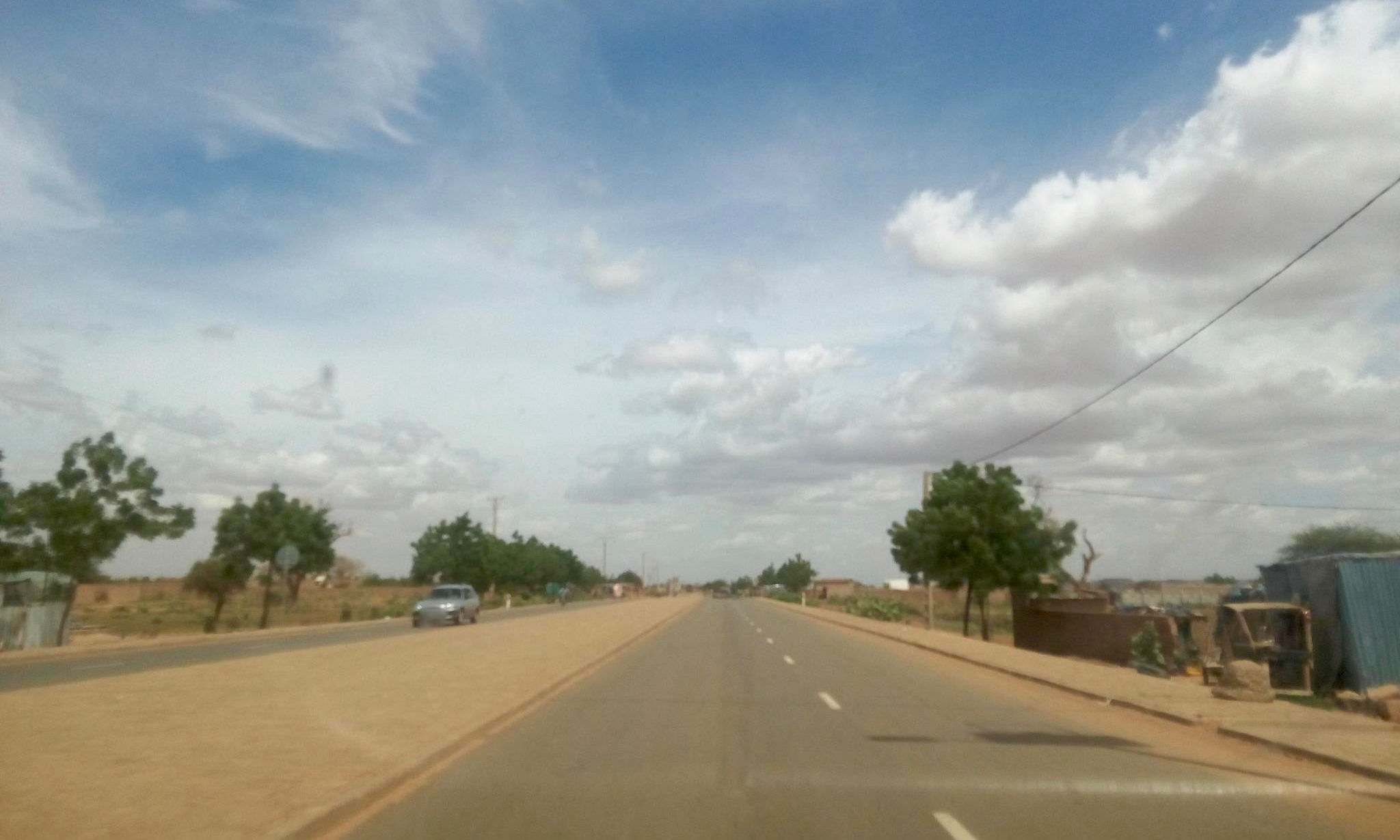
Hauptstraße in Kossèye (2018)

Das von einem traditionellen Ortsvorsteher (chef traditionnel) geleitete Dorf befindet sich am Fluss Niger im Westen des ländlichen Gebiets von Niamey I. Zu den umliegenden Siedlungen zählen das Dorf Gabou Goura im Nordwesten und das Stadtviertel Losso Goungou im Osten.
Der Ortsname bezeichnet in der Sprache Zarma die Pflanzenart Piliostigma reticulatum.

## Bevölkerung

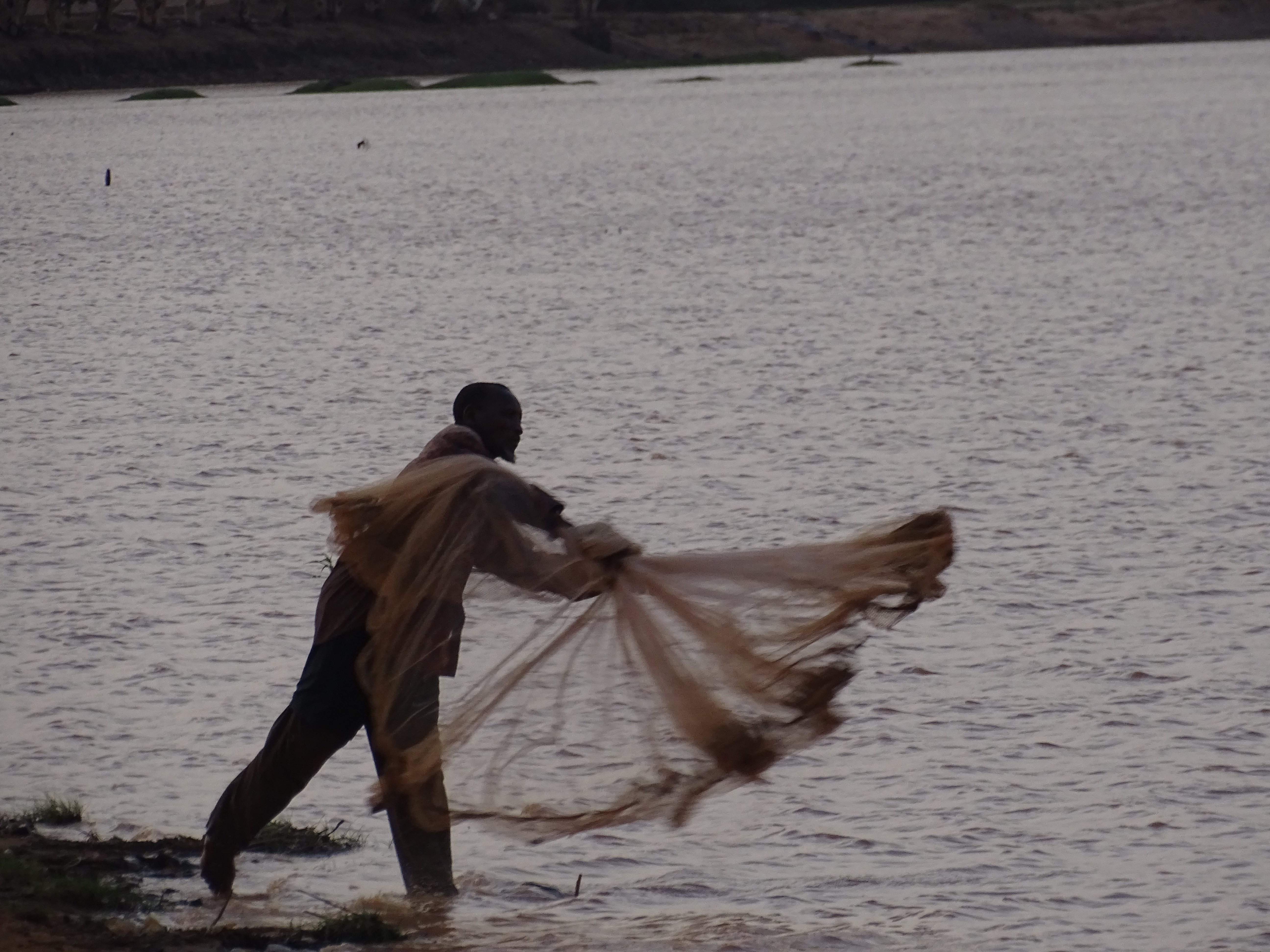
Ein Fischer am Fluss Niger in Kossèye (2021)

Bei der Volkszählung 2012 hatte Kossèye 1153 Einwohner, die in 178 Haushalten lebten. Bei der Volkszählung 2001 betrug die Einwohnerzahl 741 in 119 Haushalten und bei der Volkszählung 1988 belief sich die Einwohnerzahl auf 563 in 72 Haushalten.

## Wirtschaft und Infrastruktur
Die öffentliche Grundschule Ecole primaire de Kossèye wurde 1977 gegründet. Im Dorf gibt es ein einfaches Gesundheitszentrum (case de santé), das im August 2004 eingerichtet und später von der US-Hilfsorganisation Mercy Corps saniert wurde.